# Jamski turizem v Sloveniji
Jamski turizem se nanaša na vse oblike turizma, ki potekajo pod zemljo oziroma v jamah. Jamski turizem ima velik pomen za slovenski turizem, saj je Postojnska jama ena izmed glavnih turističnih atrakcij v državi.
Jamski turizem je v najširšem pomenu besede ena izmed najstarejših oblik turizma v Sloveniji in v modernem zahodnem svetu nasploh in je zelo dobičkonosen, ampak hkrati tudi nevaren za ekosisteme in naravno ravnovesje znotraj jam.

### Turistično dostopne jame v Sloveniji
V Sloveniji je trenutno registriranih okoli 13.000 jam, od katerih jih je 21 vključenih v t.i. turistično transverzalo jam v Sloveniji. Nekaj bolj znanih jam:
- Postojnska jama
- Križna jama
- Predjamski sistem
- Planinska jama
- Dimnice
- Škocjanske jame
- Pivka jama
- Pekel
- Snežna jama
- Vilenica
- Divaška jama
- Županova jama
- Kostanjeviška jama
- Sveta jama
- Železna jama
- Rotovnikova jama

### Pomembnost Postojnske jame za turizem Slovenije
Najbolj znana izmed slovenskih jam je seveda Postojnska jama, brez katere turizem v Sloveniji ne bi bil na nivoju na katerem je sedaj. Turizem v Postojnski jami se je začel že leta 1819, ko so bile v jami zgrajene prve poti. Že leta 1884 je bila v jame napeljana električna osvetlitev, leta 1872 pa so bili speljani prvi tiri. Leta 1928 so pred vhodom v jamo zgradili dvorec, ki še danes sprejema turiste. Postojnsko jamo vsako leto obišče preko 700.000 ljudi, skozi njeno 200 letno zgodovino jo je obiskalo že preko 39 milijonov obiskovalcev, kar pomeni da je Postojnska jama ena izmed najbolj obiskanih znamenitosti v Evropi in celo na svetu.

### Vpliv turizma na naravno ravnovesje jam
Vsak poseg v kraške jame in kraške površinske oblike lahko pomembno vpliva na naravne procese v njih, oziroma v njih uniči pomembne zapise iz geološke zgodovine. Turizem pomeni za jame določeno obremenitev, saj se naravno stanje v jami poruši. Prihaja do vnosa velikih količin energije v energetsko revno okolje, kar lahko ima negativen vpliv na naravne procese znotraj jam, kar lahko vidimo v spremembi razmerja organizmov znotraj jamskih ekosistemov. Zaradi teh razlogov moramo biti še posebej pozorni, da jam ne obremenimo s turizmom in ljudmi, saj tvegamo uničenje ene izmed najstarejših in najbolj obiskanih turističnih atrakcij v Evropi.